# ボトルメール (ソフトウェア)
ボトルメールとは、1997年からリクルートが提供したコミュニケーションサービス、および同社が開発した電子メールクライアントである。2006年にサイバーエージェントがブログパーツとしてもサービスを開始した。
「メールソフト」と位置付けられたシェアウェアが提供されたが、メールは利用ユーザー間のみ送ることができ、一般的な電子メールを送受信することはできない。
名称は、現実世界での行為 message in a bottle（メッセージ・イン・ア・ボトル） に由来している。。なお、「ボトルメール」および「bottle mail」は、後に開発・運営を引き継いだ情報建築の登録商標である。

## 歴史

### リクルートによる開発
開発と運営は、リクルートのメディアデザインセンター（MDC）の永井義人らが行った。1997年6月16日に、同社からWindows 95用のシェアウェアとして初版リリースされ、
1999年10月25日にv2.0がリリースされた。
2001年7月3日には試験的にiモード版がリリースされた。
2002年1月22日、リクルートは事業集約に伴い同サービスを終了すると発表、3月25日に正式にサービスを終了した。

### 情報建築による開発
2002年4月23日、開発者の永井義人らによってサービスが再開されることが発表されると同時に、登録商標やシステムその他のリソースを、リクルートから実質買収したことが明らかになった。
7月16日にぷららのユーザーは無料で利用できることが決定し、
9月16日、永井義人が設立した情報建築によってボトルメール3としてサービスがスタートした。
2004年9月21日に情報建築は、ボトルメールを騙った迷惑メールが流行しているとして注意を呼び掛けた。

### ブログパーツの登場
2006年9月1日に、サイバーエージェントは情報建築から（ボトルメールという名称を）ブログパーツとして独占利用許諾を取得したと発表し、ブログパーツ「BLOPPA!」のサービスとして無償提供を開始した。
10月10日に「あしあと機能」が追加された。
なお、情報建築が運用するシステムとサイバーエージェントが運営するブログパーツでの互換性はなく、双方でメッセージのやり取りは行なえなかった。

### 開発終了とブログパーツの運営移行
2007年6月30日、アプリケーションとしてのボトルメールは、利用者数の低迷や、ブログやRSS、AjaxなどWeb 2.0的なサービスが増える中でのシステム的な古さなどもあり、通算10年の歴史に幕を下ろした。
2007年8月21日からは、ブログパーツはソニックムーブのサービスである「PETAPPA」での運営に移行した。

## 特徴
“手紙の入った瓶を海に流して見知らぬ誰かとコミュニケーションを取る”という現実世界での行為 message in a bottle （メッセージ・イン・ア・ボトル）をメタファーとして取り入れている。
一般的な電子メールと異なり、送信時に送信相手や相手が受け取る日時を指定することができず、受信側も送信者を特定することができない。結果的に、送信した電子メールがいつ誰に届くかわからず、受信するメールも、いつ誰が送信したものかわからない。
なお前述の通り、一般的な電子メールを送受信することはできない。